# Métro de Stockholm
 (mai 2013).
Si vous disposez d'ouvrages ou d'articles de référence ou si vous connaissez des sites web de qualité traitant du thème abordé ici, merci de compléter l'article en donnant les références utiles à sa vérifiabilité et en les liant à la section « Notes et références ».
Le métro de Stockholm (suédois : Stockholms tunnelbana) est un système de transports en commun desservant Stockholm et son agglomération. Ouvert à partir de 1950, il compte aujourd'hui trois lignes constituées de 7 branches pour 105,7 km de voies et 100 stations. Il s'agit du seul réseau de métro en Suède. L'exploitation est assurée par la AB Storstockholms Lokaltrafik. Le métro de Stockholm est parfois surnommé « la plus grande galerie d'art au monde » en raison des nombreuses œuvres qui ornent ses stations.

## Histoire

### Le tramway souterrain
Les tramways font leur apparition à Stockholm en 1877. D'abord hippomobiles, ils deviennent motorisés en 1901. La capitale suédoise se dote progressivement d'un important réseau, exploité par des sociétés concurrentes. Les différentes compagnies sont ensuite unifiées dans la AB Stockholms Spårvägar, « tramways de Stockholm » en français. Afin d'améliorer l'exploitation et la vitesse commerciale, cette nouvelle société étudie alors la mise en souterrain de certains tronçons. En 1931 commencent les premiers travaux du tunnel Katarina (également Södertunnel) entre les stations Skanstull et Slussen, sur l'île de Södermalm. Ce premier tunnel long de 1,37 km ouvre en 1933. Il comprend deux arrêts souterrains : Södra Bantorget – aujourd'hui Medborgarplatsen – et Ringvägen – aujourd'hui Skanstull. Le terminus Slussen n'était, à l'époque, pas enterré ; il le sera trente ans plus tard.
Après les faubourgs sud, les mêmes travaux furent réalisés à l'ouest. Dès 1934, un tronçon de tramway rapide dessert Alvik en passant sur le nouveau pont de Traneberg. En 1944, une nouvelle section souterraine est mise en exploitation et anticipe déjà la conversion en métro.
Compte tenu de la croissance démographique que connaît Stockholm durant les années 1940, il est décidé de remplacer le tramway souterrain par un véritable métro. Les plans de la section centrale Hötorget–Slussen n'étant pas encore assez avancés, la priorité est donnée au tronçon nord Fridhemsplan–Hötorget. En 1946, le pont de Skanstull entre en service, permettant la desserte par les tramways du tronçon de tunnel Thorildsplan–Islandstorget déjà achevé.

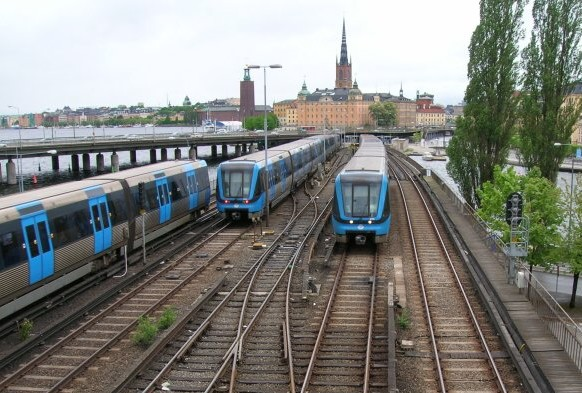
Ancien pont de chemin de fer à 5 voies, aujourd'hui utilisé pour le métro.

### La ligne verte
En 1950, la première section du métro est ouverte entre Johanneshov – aujourd'hui Gullmarsplan – et Hörakarängen. En 1951, il existait même une ligne raccourcie de tramway vers Stureby qui à partir de 1954 desservait Högdalen.
La partie ouest vers Ängby est également remplacée par un parcours souterrain en 1954. Cette ligne va alors d'un quai situé à la station Vällingby jusqu'à Kungsgatan – aujourd'hui Hötorget. Deux lignes de métro existent alors à l'ouest et au sud et n'attendent plus que d'être reliés. En 1957, la partie centrale est enfin mise en exploitation. Elle est entièrement souterraine, hormis le tronçon Slussen–Gamla stan. À cet endroit la ligne passe sur un pont ferroviaire à cinq voies car la construction de plusieurs lignes est déjà prévue. Quatre de ces voies sont réservées à la circulation normale, la cinquième étant utilisée pour les travaux d'entretien.
Avec cette construction, la ligne verte est pratiquement terminée. Seuls deux prolongements étant réalisés plus tard avec celui de Farsta à Farsta Strand en 1971 puis celui de Bagarmossen à Skarpnäck en 1994.
La ligne verte mesure en tout 41,25 km de long et comprend trois services :
- Åkeshov–Skarpnäck (tronçon T17)
- Alvik–Farsta strand (tronçon T18)
- Hässelby strand–Hagsätra (tronçon T19)

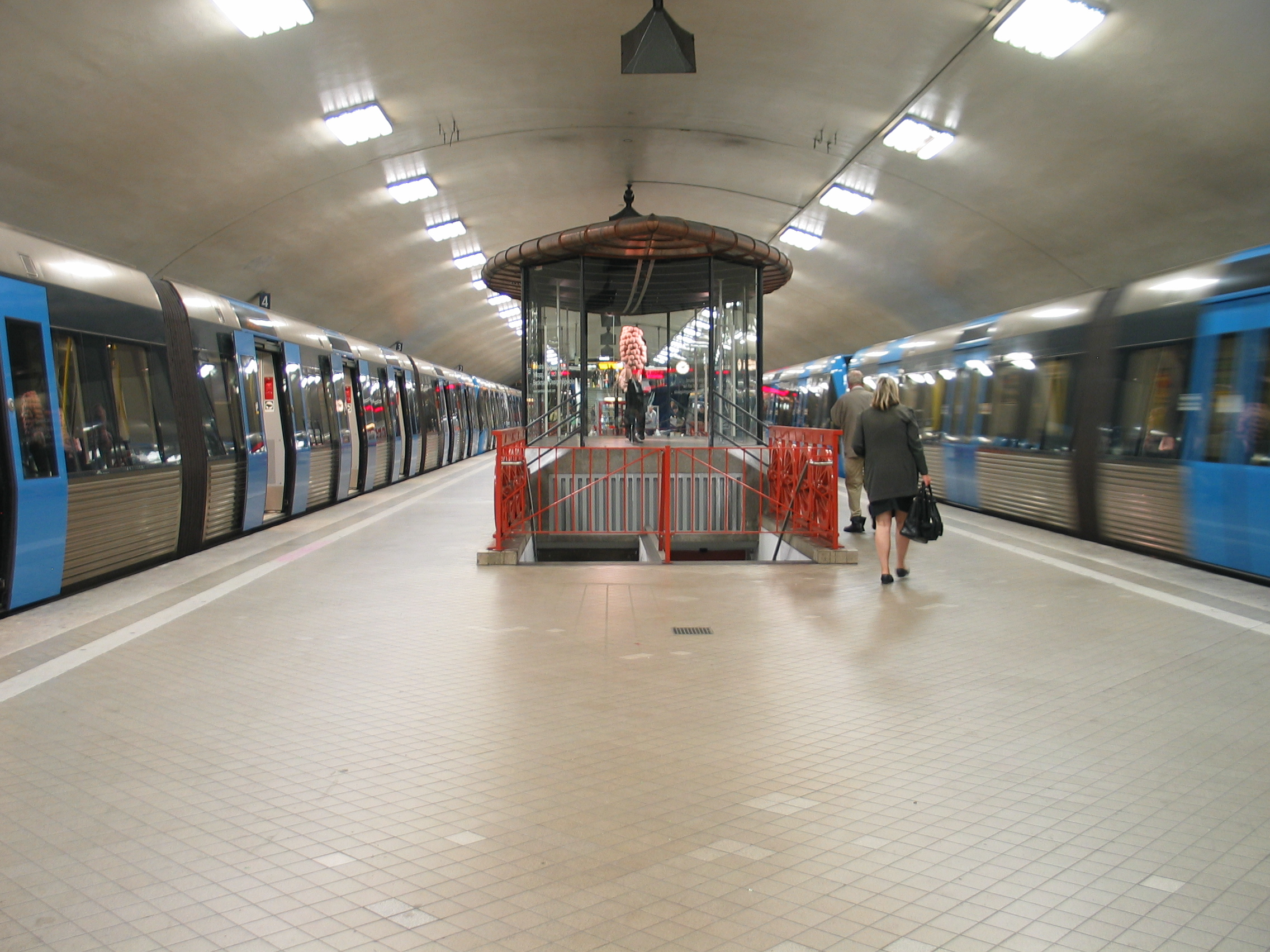
Station Odenplan.

### La ligne rouge
Les années 1950 avaient été dédiées à la construction et l'extension de la ligne verte. Celle-ci étant du point de vue du Conseil municipal achevée, la construction d'une deuxième ligne de métro est lancée dans les années 1960. La principale différence entre la ligne verte et la ligne rouge est que cette dernière est essentiellement souterraine et, de ce fait, n'a pas à traverser de grandes zones résidentielles, contrairement à la ligne verte qui comprenait de grandes sections en surface. En 1964, le tunnel est achevé.
La ligne rouge se compose alors de deux services, de T-Centralen vers Örnsberg ou Fruängen. En 1975, la ligne est prolongée dans les deux directions : de Fittja à Norsborg et de T-Centralen à Ropsten et deTekniska Högskolan à Universitetet. Puis en 1978, elle est prolongée de Universitetet à Mörby Centrum permettant de desservir la commune de Danderyd. Depuis cette date, la ligne n'a plus été prolongée.

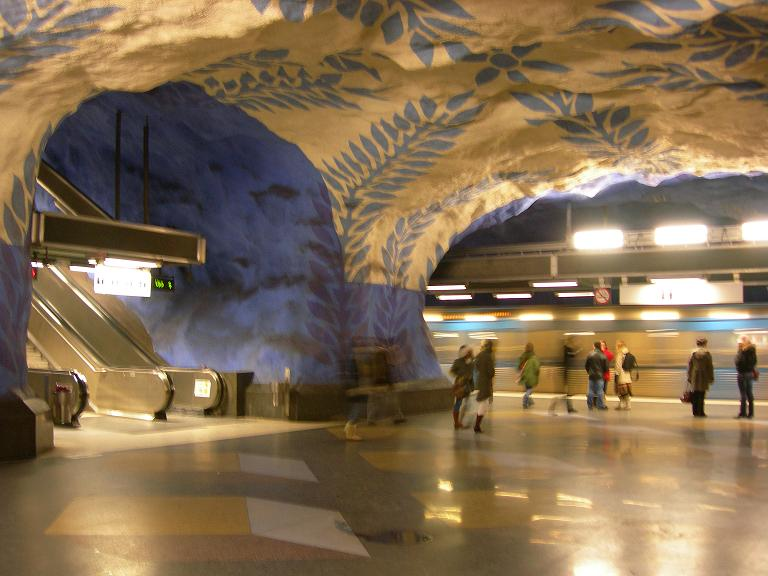
Station T-Centralen, commune aux 3 lignes du métro.

La ligne rouge mesure en tout 41,23 km de long et comprend deux services :
Cette ligne comprend deux services :
- Norsborg–Ropsten (tronçon T13) ;
- Fruängen–Mörby centrum (tronçon T14).

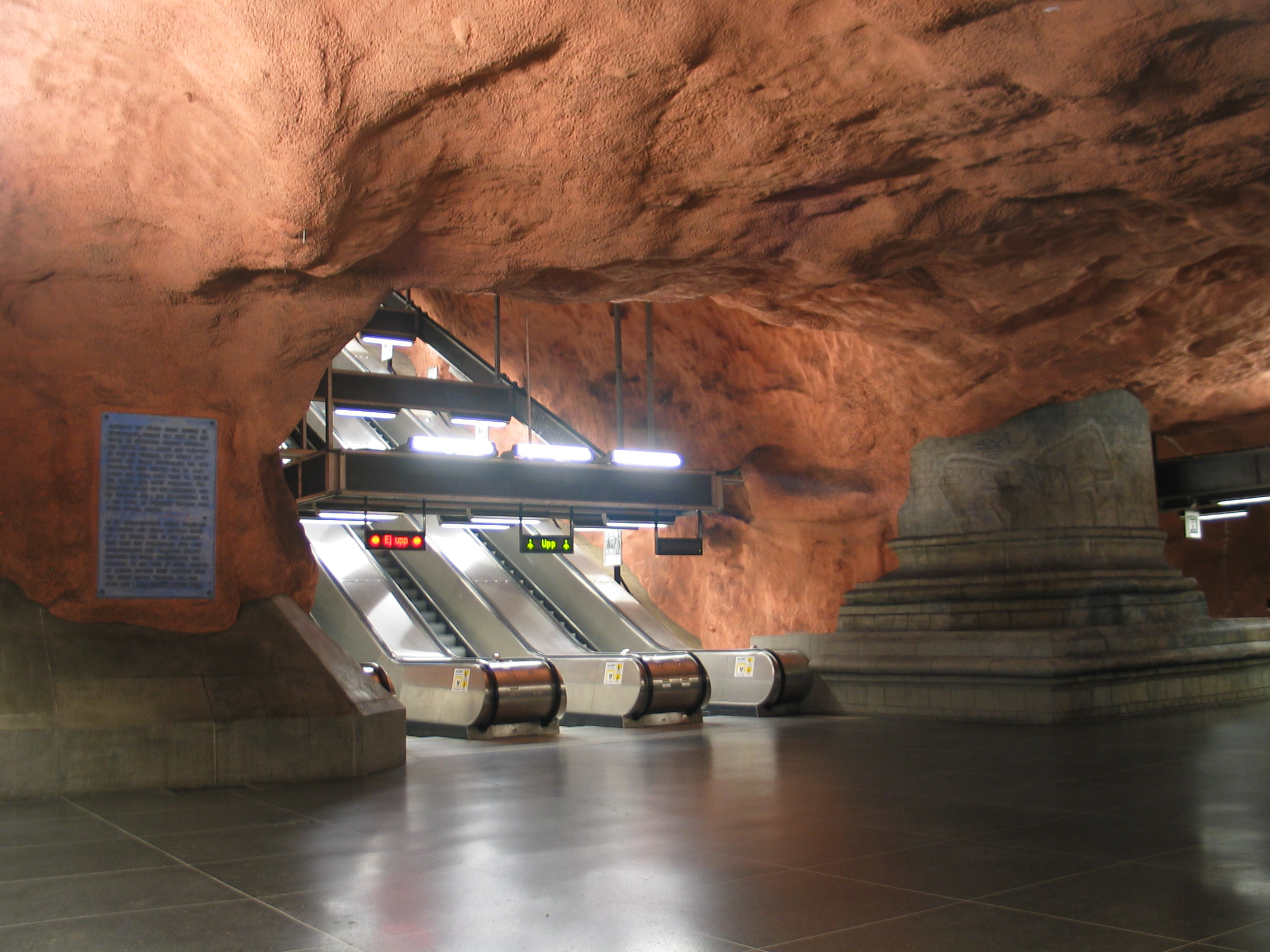
Station Rådhuset.

### La ligne bleue
Le premier tronçon de la ligne bleue a ouvert en 1975. L'ensemble de la ligne est souterrain avec une profondeur comprise entre 20 et 30 mètres. Seule la station Kista est située en surface.
Toutes les stations contiennent des œuvres réalisées par des artistes célèbres.
La ligne bleue mesure en tout 25,5 km de long et comprend deux services :
- Kungsträdgården–Hjulsta (tronçon T10)
- Kungsträdgården–Akalla (tronçon T11)

Ces deux tronçons sont joints de Kungsträdgården (Terminus situé près du centre) à Västra skogen. Précédemment, le tronc commun s'étendait jusqu'à Hallonbergen où les deux branches se séparaient, celle du Sud desservant Rissne, Rinkeby et au-delà vers Hjulsta ; à l'extrémité nord-ouest de la station Hallonbergen, les départs des voies de l'ancien embranchement sont encore visibles. Ce n'est que plus tard qu'une « déviation » est mise en service de Västra skogen à Rissne desservant quatre nouvelles stations, dont Sundbyberg, et rejoignant peu avant Rissne les tunnels venant de Hallonbergen.
Une station fantôme, Kymlinge, existe sur la ligne bleue. Le gros œuvre et le quai ont été construits à l'époque en prévision d'une ouverture ultérieure, si le secteur venait à être urbanisé. Celle-ci est située au milieu d'une zone boisée et voit les trains la traverser sans arrêt.

### Aperçu général

Plan du réseau de métro de Stockholm.

## Réseau actuel
Le réseau du métro de Stockholm comprend trois lignes (verte, rouge et bleue) elles-mêmes réparties en missions numérotées de 10 à 19, 100 stations et 108 km de lignes dont 62 km en souterrain. La longueur totale de la voie est de 143,4 km.

### Lignes
| Service | Ligne   | Trajet                     | Ouverture | Longueur | Stations |
| ------- | ------- | -------------------------- | --------- | -------- | -------- |
| T10     | Bleue   | Kungsträdgården ↔ Hjulsta  | 1975      | 15,1 km  | 14       |
| T11     | Bleue   | Kungsträdgården ↔ Akalla   | 1977      | 15,6 km  | 12       |
| T13     | Rouge   | Norsborg ↔ Ropsten         | 1964      | 26,6 km  | 25       |
| T14     | Rouge   | Fruängen ↔ Mörby centrum   | 1964      | 19,5 km  | 19       |
| T17     | Verte   | Åkeshov ↔ Skarpnäck        | 1958      | 19,6 km  | 24       |
| T18     | Verte   | Alvik ↔ Farsta strand      | 1950      | 18,4 km  | 23       |
| T19     | Verte   | Hässelby strand ↔ Hagsätra | 1951      | 28,6 km  | 35       |
| TOTAL : | TOTAL : | TOTAL :                    | TOTAL :   | 105,7 km | 100      |

## Matériel roulant

### Matériel actuel
| Nom de la série | Livraison   | Nombre de rames produites | Nombre de wagons par rame | Constructeur        | Illustration |
| --------------- | ----------- | ------------------------- | ------------------------- | ------------------- | ------------ |
| C20             | 1997 – 2004 | 270                       | 3                         | Adtranz, Bombardier |              |
| C30             | 2018 – 2024 | 116                       | 4                         | Alstom              |              |

Depuis l'achèvement de la suppression des rames d'ancienne génération en 2024, le réseau est composé de rames provenant de deux séries que sont les C20 livrés entre 1996 et 2024 et les C30 livrés entre 2016 et 2024.
Tous les wagons sont alimentés par le 3e rail avec une tension de 650 volts. La ligne bleue peut être exploitée sous 750 volts mais cette tension n'est pas utilisée. Les voie sont à écartement normal.
Une rame complète comprend 3 ou 4 wagons pouvant être couplées en 2 ou 3 unités formant un train d'une longueur maximum d'environ 145 mètres. Aux périodes creuses et tard le soir, les rames sont plus courtes (6 wagons de type ancien). Bien que de nos jours, les nouveaux wagons soient prépondérants, c'est toujours le nombre de wagons de l'ancien modèle qui est annoncé sur les systèmes d'affichage électronique. Certains tronçons sont prévus pour des rames de 10 wagons. Cette configuration n'est utilisée que de manière exceptionnelle.

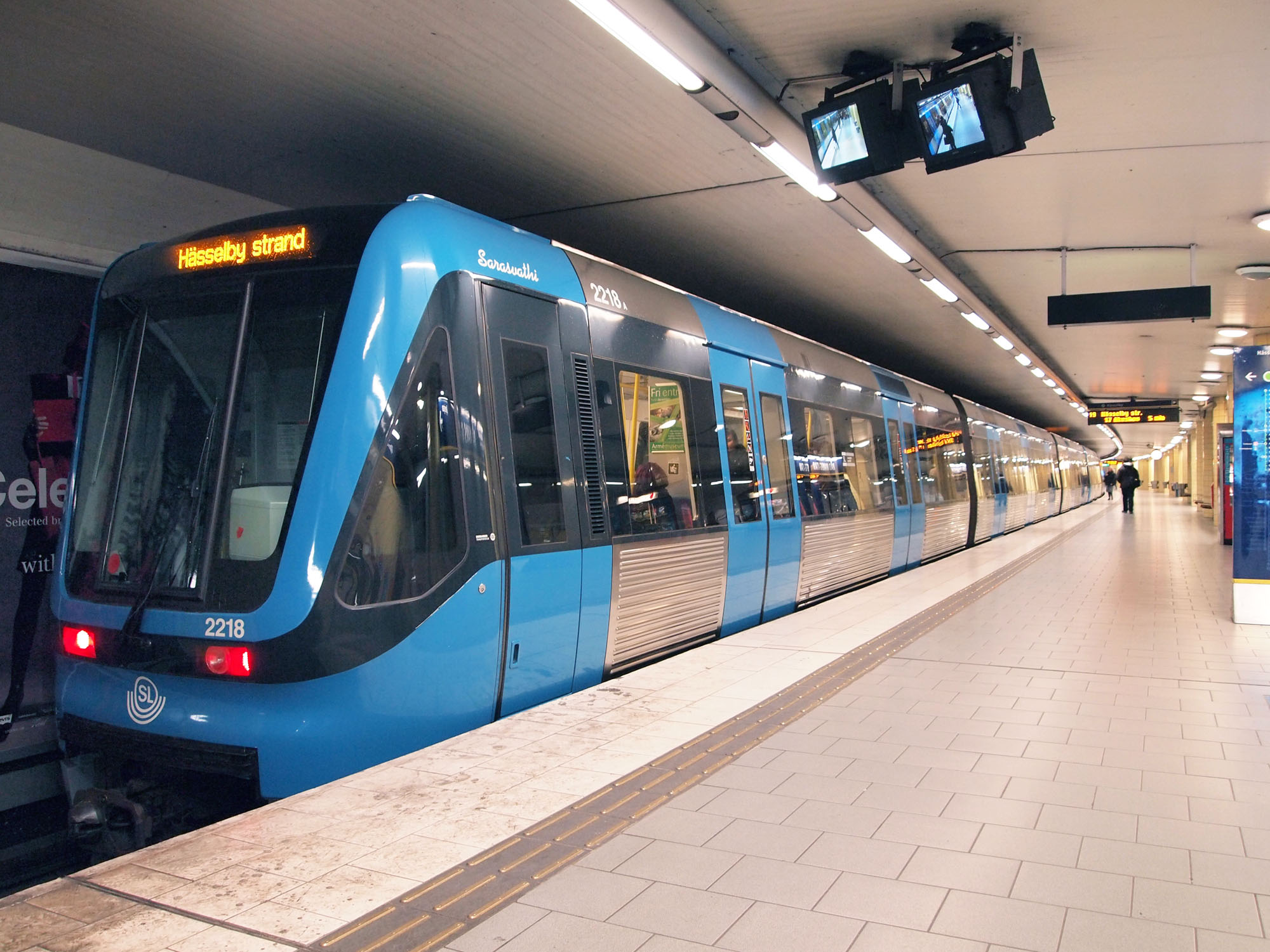
Rame C20 à la station Sankt Eriksplan

#### Série C20
Compte tenu de l'âge relativement avancé du matériel roulant, la société d'exploitation du métro de Stockholm a commandé à la société Adtranz, devenue filiale de la société Bombardier, une nouvelle génération de rame. La première rame C20 a été livrée en 1997 : elle fait 2,90 m de large, 46,5 mètres de long et 3,80 mètres de haut. Elle bénéficie également de la circulation intégrale et d'un système d'annonce sonore et visuelle de la prochaine station. La dernière rame a été livrée en 2004. Tous les véhicules du type C20 sont entretenus par l'entreprise Tågia. Une rame complète est constituée de 3 voitures, elle pèse 67 tonnes et peut atteindre une vitesse maximale de 90 km/h. Une rame dispose de 288 places debout et 126 places assises. Un train complet (comprenant 3 rames simples) a une capacité de 1 000 à 1 200 passagers.
Les 270 rames ont reçu des noms de baptême, qui sont affichés sur la motrice de tête. Le premier train (en ne comptant pas les prototypes) a reçu le nom de « Birger Jarl », fondateur de Stockholm, la rame 2018 s'appelle Olof du nom de l'ancien premier ministre Olof Palme, la rame 2057 Pippi du nom du personnage de roman suédois Fifi Brindacier (Pippi Långstrump en suédois) et la rame 2063 Madeleine du nom de la princesse éponyme.
À côté des 270 rames de type C20, il existe une rame de type C20F, un prototype plus léger de 2,6 t qui a été baptisé « Elvira ».
Entre 2017 et 2023, l'entreprise Alstom a réalisé la rénovation des 270 métros sur son site de Västerås.

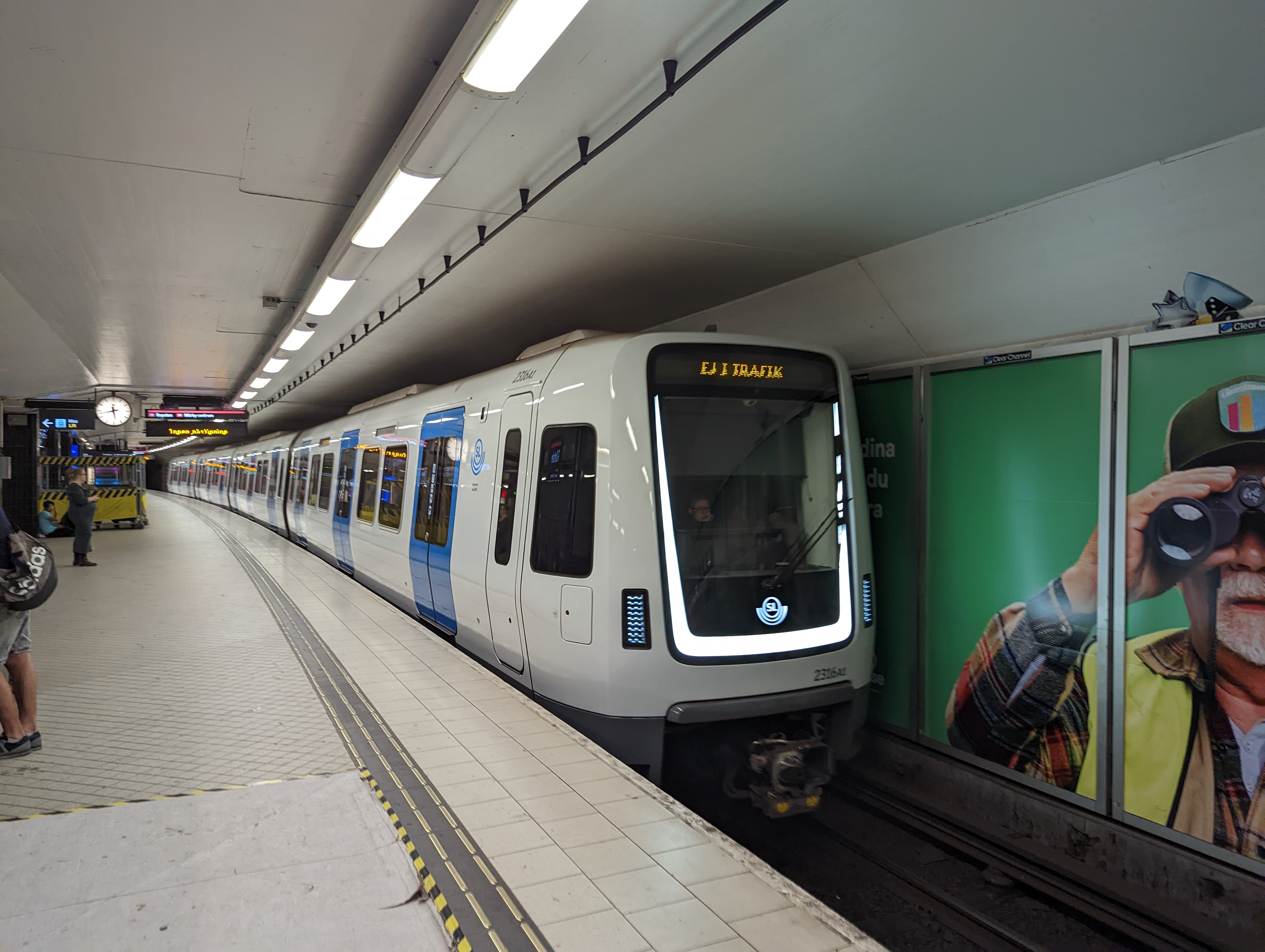
Rame C30 à la station T-Centralen

#### Série C30
En 2013, 96 rames de type C30 sont commandées à Bombardier pour un montant de 600 millions d'euros dans l'objectif d'achever la modernisation du réseau avec le remplacement des dernières rames d'anciennes générations.
Les livraisons débutent en 2018 mais il faudra attendre le 11 août 2020 pour que la première rame soit inaugurée pour les passagers. AU total,116 rames ont été commandés et la livraison devrait s'achever en 2025. La totalité des C30 sont destinés à la ligne rouge. Une rame complète est constituée de 4 voitures, elle pèse 116 tonnes et peut atteindre une vitesse maximale de 90 km/h. Une rame dispose de 514 places debout et 140 places assises.
Une option de 80 rames est assortie au contrat. En outre, le matériel est pré équipé pour la circulation automatique (sans conducteur).
Plusieurs détails (easter egg) sont dissimulés sur les plaques de ventilation en dessous des fenêtres. On peut y voir par exemple: Pac-Man et ses ennemis fantômes, ainsi que les trois couronnes (symbole de la Suède), ou encore des étoiles.

### Ancien matériel
| Nom de la série | Livraison   | Suppresion | Nombre de rames produites | Constructeur                | Illustration |
| --------------- | ----------- | ---------- | ------------------------- | --------------------------- | ------------ |
| C1              | 1950        | 1983       | 20                        | ASEA, ASJ                   |              |
| C2              | 1950 – 1961 | 1999       | 345                       | ASEA, ASJ                   |              |
| C3              | 1957 – 1959 | 1999       | 85                        | ASEA, ASJ                   |              |
| C4              | 1960 – 1967 | 2002       | 200                       | ASEA, ASJ                   |              |
| C5              | 1963 – 1965 | 1996       | 8                         | Hägglund & Söner            |              |
| C6/C6H          | 1970 – 1974 | 2023       | 160                       | ASEA, Hägglund & Söner      |              |
| C7              | 1972 – 1973 | 2004       | 8                         | ASEA                        |              |
| C8/C8H          | 1974 – 1975 | 2004       | 44                        | ASEA, Hägglund & Söner      |              |
| C9              | 1976 – 1977 | 2009       | 20                        | ASEA, Hägglund & Söner      |              |
| C12             | 1977 – 1982 | 2001       | 165                       | ASEA, ASJ, Hägglund & Söner |              |
| C13             | 1982 – 1984 | 2004       | 94                        | ASEA, ASJ, Hägglund & Söner |              |
| C14             | 1985 – 1989 | 2024       | 126                       | ASEA, ASJ, Hägglund & Söner |              |
| C15             | 1985        | 2023       | 14                        | ASEA, ASJ, Hägglund & Söner |              |

Depuis 1950, date d'ouverture du métro, 5 générations de wagons ont été utilisées. Les wagons des séries C1 à C4 étaient initialement peints en vert, car la première ligne à ouvrir était la ligne verte (exception faite pour ceux de la série C5 qui étaient gris). A partir de 1970, les nouveaux wagons ont été peints en bleu. Cette apparence a concerné les véhicules des séries C6 à C15. Les wagons verts ont été supprimés en 2002 tandis que ceux entièrement peints en bleu ont été supprimés en 2024.

### Première génération

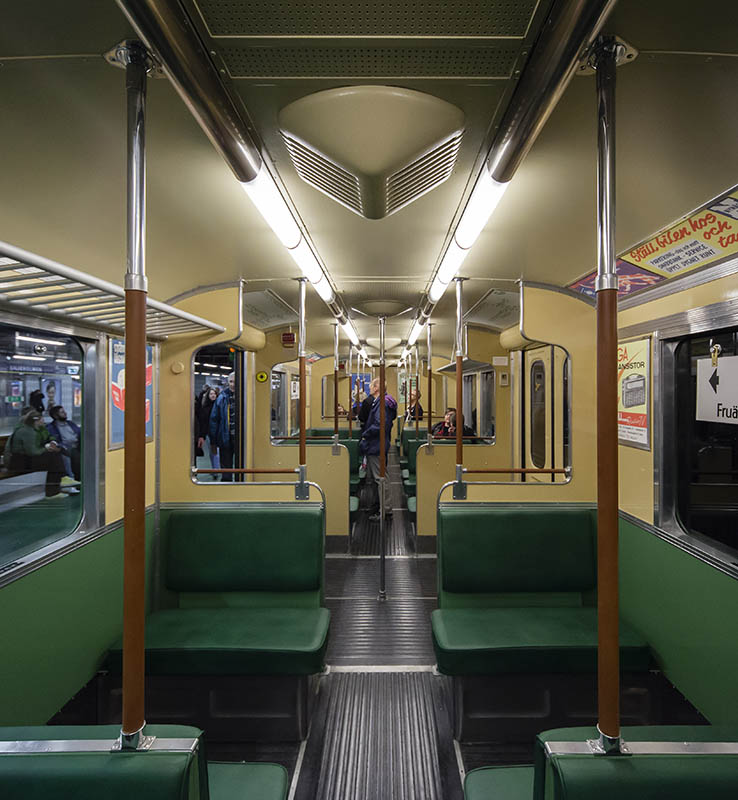
L'intérieur de la type C2.

Les premiers wagons de la série C1 furent construits entre 1949 et 1959 par les sociétés  Aktiebolaget Svenska Järnvägsverkstäderna (en abrégé ASJ) à Linköping et Allmänna Svenska Elektriska Aktiebolaget (abrégé  ASEA) à Västerås. Ces wagons faisaient 2,70 mètres de largeur et 17,62 mètres de longueur. Chaque wagon comportait 54 places assises et 108 places debout. Ces wagons furent retirés de l'exploitation entre 1978 et 1984.
Dans les années 1949-1961, des wagons légèrement modifiés furent produits par les mêmes sociétés sous l'appellation C2. Ces wagons ont été complètement retirés de l'exploitation en 1999.
Dans les années 1957-1959, 85 wagons de la série C3 furent fabriqués. Ces wagons se distinguent des séries précédentes par leur poids plus faible : 28 tonnes au lieu de 30 tonnes pour les C1 et C2. Ces trains sont aujourd'hui retirés de l'exploitation.
Le musée du transport de Stockholm conserve la voiture numérotée 2417 de type C2.

### Deuxième génération
La deuxième génération est composée des séries C4 et C5. Les wagons de ces 2 séries ne fonctionnent que par couple de 2 wagons.
La série C4, dont la livraison était rendue urgente par l'ouverture de la ligne rouge, est essentiellement une prolongation de la série précédente. Seul le poids était moins important (23 t). 200 wagons de cette série furent produits entre 1960 et 1966 par les sociétés ASEA (pour la partie électrique) et ASJ (pour la partie mécanique). Les wagons comportent 48 places assises et 108 places debout.
La série C5, fut construite entre 1963 et 1965 à seulement 8 exemplaires par la société Hägglund & Söner à Örnsköldsvik. Ces wagons allégés ne pesaient que 20 tonnes mais avec une motorisation de 264 kW au lieu de 324 kW sur les séries précédentes.

### Troisième génération

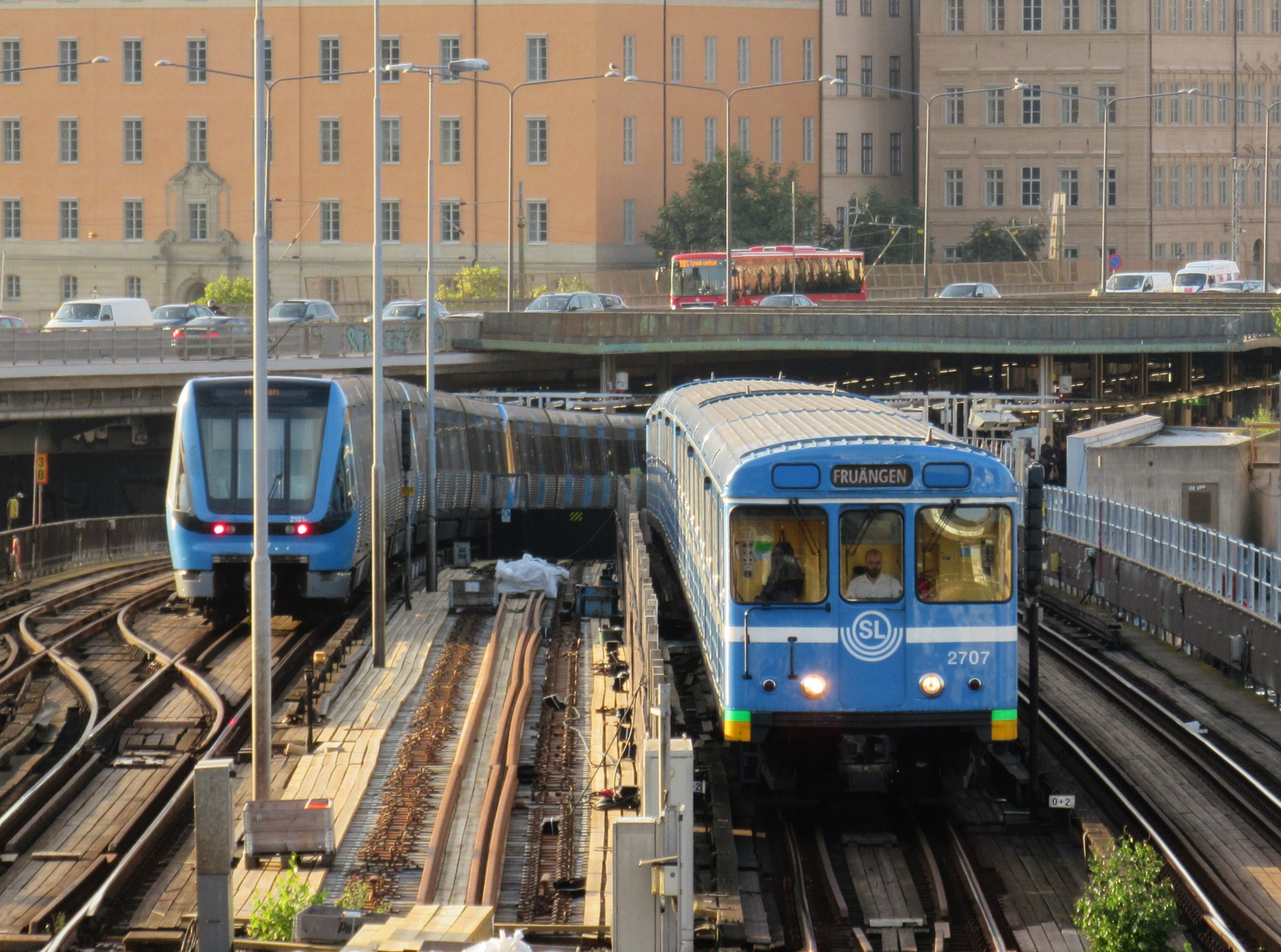
Type C6 entre Gamla stan et Slussen.

La série C6 appartient à la troisième génération. Ces véhicules furent d'abord construits entre 1970 et 1974 par ASEA et ASJ puis par ASEA et Hägglund & Söner. Les changements les plus importants portent sur la cabine de conduite : le conducteur est désormais assis au milieu de la cabine et dispose d'une meilleure visibilité sur la voie grâce à un pare-brise agrandi. Les wagons pèsent 23 tonnes mais la puissance du moteur est limitée à 400 kW. 160 wagons de la série C6 ont été livrés. Ces wagons sont encore utilisés aux heures de pointe.
La série C7 produite par ASEA entre 1972 et 1973 comporte 8 wagons et constitua un échec. Sa production s'arrêta prématurément.
La série C8 était la première série de wagons peints en bleu. Les 44 wagons livrés de 1974 à 1975 présentent peu d'autres modifications. La moitié de ces rames ont reçu une loge de conduite modifiée entre 1993 et 1995 (sous série C8H). Cette série n'est plus utilisée.
La série C9 ne comporte que 20 wagons construits entre 1976 et 1977.

### Quatrième génération
Pour limiter les coûts de construction, la société d'exploitation du métro utilisa pour les séries C12 à C15 des parties des anciens wagons, en particulier de la première génération. Ces wagons furent construits par les sociétés ASEA, ASJ et Hägglund & Söner. La première série C12 fut construite entre 1977 et 1982 à 165 exemplaires. Chaque wagon pèse 29 tonnes. Elle n'est aujourd'hui plus utilisée en exploitation.
La sous-série C13 fut construite en 1982-1984. Le wagon ne comporte que 45 places au lieu de 48 places. 94 wagons de cette sous-série ont été construits. La moitié des wagons reçurent une nouvelle loge de conduite entre 1995 et 1997 (sous série C13H). Cette série n'est plus utilisée en exploitation.
La série C14 fut construite entre 1985 et 1989 : elle a de nouveau 48 places assises et comporte un moteur de 440 kW. 126 wagons de ce type furent construits. Dans cette série, il existait également une variante (C14H) avec loge de conduite modifiée. Le matériel de cette série n'est plus utilisé depuis février 2024. Une variante (la sous-série C14Z) fut construite à 4 exemplaires entre 1987 et 1988. Elle ne pesait que 25 tonnes. Ces wagons ne sont plus en service. Le Musée du transport de Stockholm conserve depuis 2022 les voitures 1398 et 1399.
La série C15, construite en 1985, comprenait 15 wagons pesant également 25 tonnes.

## Projets et extensions

### Ligne Verte

#### Extensions à Arenastaden
La ligne verte va être prolongée par une nouvelle antenne reliant la station de métro d'Odenplan au quartier de l'Arenastaden dans la localité de Solna. Le prolongement comportera trois stations :
- Hagastaden
- Södra Hagalund
- Aranestaden

Cette extension permettra de desservir la Strawberry Arena, le Mall of Scandinavia ainsi que le site de l'Hôpital universitaire Karolinska de Solna. L'ouverture du prolongement est prévue pour 2028.

### Ligne Bleue

#### Prolongement à Barkaby
Le prochain prolongement de la ligne bleue est prévu pour raccorder le terminus d'Akalla (tronçon T11) à la localité de Barkarby. Le prolongement comportera deux stations :
- Barkarbystatden
- Barkarby (le nouveau terminus de la ligne).

À Barkarby, le métro sera en correspondance directe avec le réseau de Trains de banlieue de Stockholm. L'ouverture du prolongement est prévu pour 2027.

#### Prolongements à partir deKungsträdgården
Après le prolongement à l'ouest à Barkarby, les prochains sont prévus à l'est à partir de la station terminus Kungsträdgården. Le but est de prolonger les deux tronçons de la ligne bleue vers deux nouveaux terminus. Ces prolongements sont découpés en trois tranches distinctes :
- De Kungsträdgården à Södermalm avec deux nouvelles stations : Sofia et Hammarby kanal[9].

- De Södermalm à la commune de Nacka[10]. Le prolongement comportera trois stations : Sickla, Järla et Nacka

- De Södermalm à Hagsätra[11], dans l'optique de soulager la ligne verte qui comporte trois branches au sud, la ligne bleue va reprendre la branche en direction de Hagsätra (tronçon T19). Pour cela, des nouveaux quais dans la station de  Gullmarsplan vont être aménagés et une nouvelle station nommée  Slakthusområdet va être construite entre  Gullmarsplan et Sockenplan. Le percement d'un nouveau tunnel et la création de la nouvelle station va conduire à la suppression des arrêts Globen et Enskede Gård.

Les travaux ont débuté en 2020 et l'ouverture des différents segments est attendue pour 2030. En janvier 2025, les tunnels pour les différents prolongements de la ligne bleue ont finis d'être percés.

### Ligne Jaune
La ligne jaune est un projet d'une nouvelle ligne qui irait de Fridhemsplan à Älvsjö. La ligne comporterait 6 arrêts :
- Fridhemsplan
- Liljeholmenen correspondance avec la ligne rouge
- Årstaberg en correspondance avec le réseau de Trains de banlieue de Stockholm
- Årstafältet
- Östbergahöjden
- Älvsjö en correspondance avec le réseau de Trains de banlieue de Stockholm

La ligne, étant prévu d'être automatique, sera équipée de porte palière, de voie sans ballast et d'un système de controle différent des autres lignes du réseau. Le début des travaux est prévu pour 2025.

## Aspects socio-économiques

### Art dans le métro
Le métro de Stockholm est renommé pour ses œuvres d'art situées jusque sur les quais. Certaines stations possèdent une architecture remarquable, notamment les stations profondes des lignes rouge et bleues : celles-ci sont creusées à même la roche ce qui leur donne une apparence de grotte. La peinture et l'éclairage donnent ensuite à chaque station une couleur et une atmosphère particulières.